# Sustainable Timber Tasmania
Sustainable Timber Tasmania (depuis le 1er juillet 2017, anciennement Forestry Tasmania) est une société de gestion créée par un décret du parlement et détenue intégralement par le gouvernement de l'État de Tasmanie, en Australie. 

## Historique
L'adoption du « State Forests Act 1885 » a marqué le début de rapports réguliers sur les activités de gestion forestière en Tasmanie, menés par le Lands and Surveys Department jusqu'à la formation du Département des forêts en 1921. Les activités de recherche dans les années 1920 étaient principalement axées sur l'évaluation et la cartographie des ressources commerciales en bois de l'État. La cartographie au sol a finalement été remplacée dans les années 1930 et 1940 par une cartographie aérienne beaucoup plus eﬃcace. La modélisation des ressources forestières devenant de plus en plus sophistiquée, le Département des forêts a été remplacé par la Commission des forêts en 1947 et l'effort de recherche dans tous les domaines s'est accéléré. L'avènement de l'industrie d'exportation des copeaux de bois dans les années 1970 a donné lieu à une récolte à grande échelle du bois pour la pâte à papier. Avec une orientation commerciale renforcée, Forestry Tasmania a été créée en 1994, devenant une société en vertu du « Government Business Enterprises Act 1995 ».

D'après le décret de l'État de Tasmanie, le Forestry Act 1920, Sustainable Timber Tasmania est chargée d'administrer 1,5 million d'hectares de forêts d'état et les utilisations qui en sont faites. L'exploitation maximale du bois est généralement autorisée dans à peu près la moitié de cette superficie. Le reste est affecté et géré pour d'autres utilisations comme la préservation ou les loisirs.
Sustainable Timber Tasmania est inspiré du standard qu'est Australian Forestry, avalisé par le programme de reconnaissance des certifications forestières. L'action de Sustainable Timber Tasmania est supervisée par un bureau de gestion - Board of Management, qui relève du ministère des Forêts tasmanien (Tasmanian Minister for Forests) et le trésorier du gouvernement (treasurer).

### Redimensionnement
À la suite de la publication du rapport annuel 2015/2016 et d'une perte de 67,4 millions de dollars, le gouvernement de l'État a annoncé des plans pour le changement de marque et la restructuration de Forestry Tasmania. Les changements comprennent une réduction des effectifs et une nouvelle image de marque de la société Timber Sustainable Tasmania, en facturant plus pour le bois récolté, des zones d'exploitation forestière réservées aux réserves et pour que le gouvernement paie davantage pour les routes forestières à usages multiples,.

## Zone de production de bois permanente
Les « zones de production permanente de bois » (PTPZ ou PTPZL) sont des terres de la Couronne gérées par Sustainable Timber Tasmania tel que défini dans le « Forest Management Act 2013 ». Les terres de la Couronne peuvent être classées comme PTPZ (ou voir leur classification révoquée) conformément à l'approbation des deux chambres du Parlement,.
Les secteurs PTPZ sont principalement destinés à la production de bois. Les activités comprennent la forêt indigène : récolte / reboisement, routes et carrières.

### Accès
Les zones de production permanente de bois  sont accessibles au public et des règles routières normales s'appliquent sur les routes gérées par Forestry Tasmania. Les routes peuvent être fermées pour des raisons de sécurité ou d'exploitation forestière. Le camping est généralement autorisé, sauf lorsqu'il est signalé le contraire par des panneaux : « no camping »

### Zones protégées
Une partie des terres gérées par Sustainable Timber Tasmania a un statut de réserve informelle pour protéger l'habitat des espèces menacées, fournir une protection des rives de cours d'eau, gérer des loisirs publics ...